# Teudis bicornutus
Teudis bicornutus är en spindelart som först beskrevs av Albert Tullgren 1905.  Teudis bicornutus ingår i släktet Teudis och familjen spökspindlar.
Artens utbredningsområde är Bolivia. Inga underarter finns listade i Catalogue of Life.